# Ромбень-Аб
Ромбень-Аб (пол. Rąbień AB) — село в Польщі, у гміні Александрув-Лодзький Зґерського повіту Лодзинського воєводства.
Населення — 944 особи (2011).

## Демографія
Демографічна структура станом на 31 березня 2011 року:
|          | Загалом | Допрацездатний вік | Працездатний вік | Постпрацездатний вік |
| -------- | ------- | ------------------ | ---------------- | -------------------- |
| Чоловіки | 527     | 105                | 380              | 42                   |
| Жінки    | 417     | 93                 | 244              | 80                   |
| Разом    | 944     | 198                | 624              | 122                  |